# Jan Højland
Jan Højland Nielsen (ur. 15 stycznia 1952 we Frederiksbergu) – duński piłkarz występujący na pozycji pomocnika.

## Kariera klubowa
Højland karierę rozpoczynał w sezonie 1970 w trzecioligowym zespole B1893. W sezonie 1972 awansował z nim do drugiej ligi. W 1974 roku został graczem niemieckiego TSV 1860 Monachium z 2. Bundesligi. W sezonie 1976/1977 awansował z nim do Bundesligi. Zadebiutował w niej 6 sierpnia 1977 w zremisowanym 0:0 meczu z FC Schalke 04, a 29 października 1977 w przegranym 2:6 spotkaniu z 1. FC Köln zdobył swoją jedyną bramkę w Bundeslidze. W sezonie 1977/1978 zajął z TSV 16. miejsce w lidze i spadł do 2. Bundesligi.
W 1979 roku Højland wrócił do B1893, grającego już w pierwszej lidze. Tym razem spędził tam trzy sezony. Potem przez jeden, występował jeszcze w innym pierwszoligowcu, KB, a następnie zakończył karierę.

## Kariera reprezentacyjna
W reprezentacji Danii Højland zadebiutował 10 marca 1974 w przegranym 0:2 towarzyskim meczu z Dahomejem. W latach 1974–1978 w drużynie narodowej rozegrał 5 spotkań.